# Загульба (резиденция)
Президентский дворец Загульба (азерб. "Zuğulba" iqamətgahı) — официальная загородная резиденция президента Азербайджана. Дворец расположен в посёлке Загульба, в 40 километрах от Баку, недалеко от Каспийского моря.

## История
В советское время на этом месте располагались государственные дачи лидеров Коммунистической партии Азербайджана и Азербайджанской ССР. В 1979 году первый секретарь ЦК КП Советского Азербайджана Гейдар Алиев разрешил подающему большие надежды шахматному гению Гарри Каспарову использовать помещение в качестве места, обеспечивающего надлежащий покой и концентрацию для его развития, привилегию, которую его противник Анатолий Карпов считал значительным преимуществом.
Нынешнее здание дворца было построено в 2008 году.

## Описание

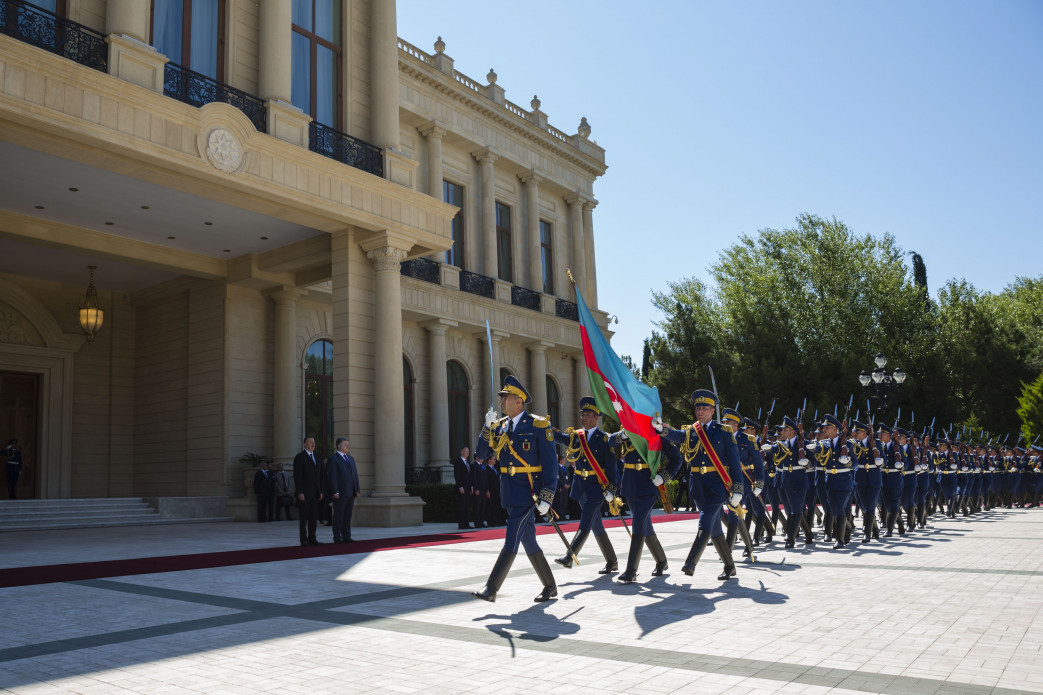
Национальная гвардия Азербайджана перед дворцом

Резиденция расположена на берегу Каспийского моря и предназначена для использования во время официальных встреч и мероприятий, однако члены президентской семьи используют её и в качестве места своего загородного проживания. Архитектура дворца сочетает в себе элементы западной архитектуры с азербайджанским национальным стилем. Во дворце принимали многих иностранных высокопоставленных гостей, таких как король Иордании Абдалла II, премьер-министр Израиля Биньямин Нетаньяху, президент Беларуси Александр Лукашенко, президенты России Владимир Путин и Дмитрий Медведев, президент Грузии Георгий Маргвелашвили и многих других.